# William F. Mahoney

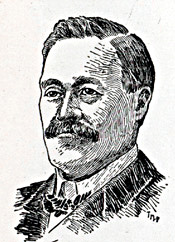
William F. Mahoney

William Frank Mahoney (* 22. Februar 1856 in Chicago, Illinois; † 27. Dezember 1904 ebenda) war ein US-amerikanischer Politiker. Zwischen 1901 und 1904 vertrat er den Bundesstaat Illinois im US-Repräsentantenhaus.

## Werdegang
William Mahoney besuchte die öffentlichen Schulen seiner Heimat und arbeitete danach seit 1876 im Handel. Gleichzeitig schlug er als Mitglied der Demokratischen Partei eine politische Laufbahn ein. Zwischen 1884 und 1887 sowie nochmals von 1890 bis 1896 saß er im Stadtrat seiner Heimatstadt.
Bei den Kongresswahlen des Jahres 1900 wurde Mahoney im fünften Wahlbezirk von Illinois in das US-Repräsentantenhaus in Washington, D.C. gewählt, wo er am 4. März 1901 die Nachfolge von Edward Thomas Noonan antrat. Nach einer Wiederwahl im achten Distrikt seines Staates konnte er bis zu seinem Tod am 27. Dezember 1904 im Kongress verbleiben.